# Alexandru Macedonski

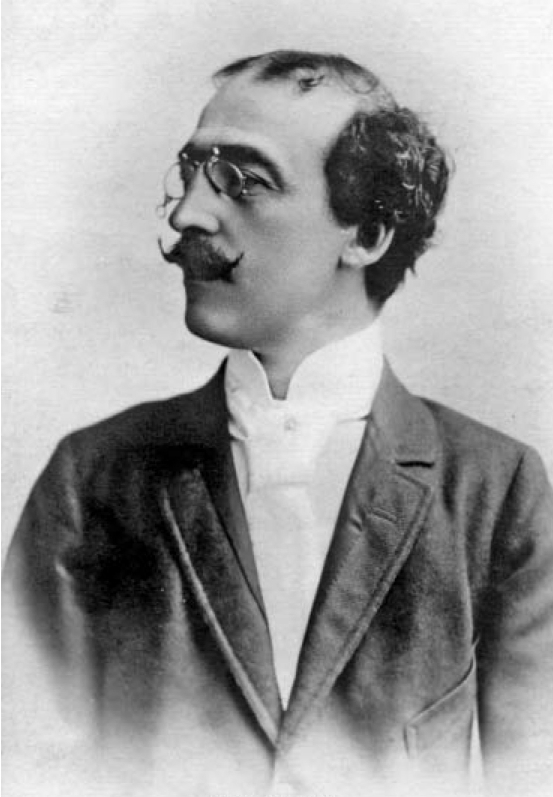
Alexandru Macedonski

Alexandru Macedonski (* 14. März 1854 in Craiova; † 24. November 1920 in Bukarest) war ein rumänischer Schriftsteller. Er orientierte sich an den Parnassiens, später am französischen Symbolismus.

## Leben
Mit 16 Jahren bereiste Macedonski Österreich-Ungarn, Italien und die Schweiz, dann kehrte er nach Bukarest zurück.
Als Reaktion auf die Dominanz der Junimea-Gesellschaft begründete er 1880 eine Dichterschule, die sich an den neueren Strömungen der europäischen Literatur orientierte. So schrieb er, inspiriert von Alfred de Musset, den Gedichtzyklus Nopti (Nächte).
Nach 1890 bevorzugte er die Form des Rondeaus. Er veröffentlichte auch einen Roman in französischer Sprache (Le calvaire de feu).
Macedonski war einer der ersten, die Blankvers und Freie Rhythmen in der rumänischen Dichtung verwendeten.
Sein Sohn Alexis und Enkel Soare waren Maler.

## Werke

### Lyrik
- Prima verba (1872)
- Poesii (1882)
- Excelsior (1895)
- Flori sacre (1912)
- Poema rondelurilor (1927)

### Prosa
- Dramă banală (1896)
- Cartea de aur (1902)
- Le calvaire de feu (1906)
- Thalassa (1915)
- Nuvele (1923)

### Drama
- Moartea lui Dante Alighieri (1916)

### Übersetzung
- Erzählung im Sammelband Der redende Goldstaub. Phantastisch-utopische Erzählungen (gemeinsam mit dem Mediziner Victor Papilian u. a.). Berlin 1984.